# Odincowo
Odincowo (ros. Одинцово) – miasto w Rosji, w obwodzie moskiewskim położone 24 km na zachód od Moskwy, centrum administracyjne rejonu odincowskiego.
Wieś założona w 1627 roku, nazwę wzięła od nazwiska założyciela, bojara Dymitra Dońskiego Andrieja Iwanowa Odinca (Андрея Ивановича Одинца). Rozwój w związku ze znalezieniem się na trasie drogi żelaznej moskiewsko-brzeskiej i zbudowaniem tu stacji kolejowej Odincowo. Od 1957 miasto.
Miasto jest siedzibą eparchii odincowskiej (od 2021) oraz klubu siatkarskiego Iskra Odincowo. W mieście rozwinął się przemysł materiałów budowlanych, chemiczny oraz metalowy.

## Sport
- Iskra Odincowo – męski klub siatkarski
- Zarieczje Odincowo – żeński klub siatkarski